# Сент-Запад (кантон)
Сент-Запад (фр. Saintes-Ouest) — кантон во Франции, находится в регионе Пуату — Шаранта. Департамент кантона — Шаранта Приморская. Входит в состав округа Сент. Население кантона на 2006 год составляло 17 251 человек.
Код INSEE кантона 1735. Всего в кантон Сент-Запад входят 9 коммун, из них главной коммуной является Сент.

## Коммуны кантона
- Шерминьяк — население 1128 чел.
- Экюра — население 425 чел.
- Ньёль-ле-Сент — население 979 чел.
- Пессин (Шаранта Приморская) — население 772 чел.
- Прегийак — население 396 чел.
- Сен-Жорж-де-Кото — население 2430 чел.
- Тенак — население 1582 чел.
- Варзе — население 732 чел.
- Сент